# Инюшинская
Инюшинская — деревня в Шатурском муниципальном районе Московской области. Входит в состав Кривандинского сельского поселения. Население — 27 чел. (2010).

## Расположение
Деревня Инюшинская расположена в центральной части Шатурского района, расстояние до МКАД порядка 131 км. Высота над уровнем моря 134 м.

## Название
В письменных источниках деревня упоминается как Инюшинская.
Название связано с Инюша, разговорной формой календарного личного имени Иннокентий.

## История
Впервые упоминается в писцовой Владимирской книге В. Кропоткина 1637—1648 гг. как деревня Инюшинская Туголесской волости Владимирского уезда. Деревня принадлежала Филату Ивановичу Хотяинцеву и Ивану Владимировичу Хотяинцеву.
Последними владельцами деревни перед отменой крепостного права были помещики Нелюбов, Тархов и Архиландер.
После отмены крепостного права деревня вошла в состав Лузгаринской волости.
В советское время деревня входила в Лузгаринский сельсовет.

## Население
| 1859 | 1885 | 1905 | 1926 | 1970 | 1993 |
| ---- | ---- | ---- | ---- | ---- | ---- |
| 180  | ↗183 | ↗202 | ↘163 | ↘51  | ↘21  |
| 2002 | 2006 | 2010 |      |      |      |
| ↗27  | ↘20  | ↗27  |      |      |      |